# 马克·格雷厄姆
马克·格雷厄姆（英語：Mark Graham，1961年5月19日—），新西兰男子跳水运动员。他曾代表新西兰参加1982年和1986年英联邦运动会跳水比赛，其中1982年英联邦运动会获得一枚铜牌。